# 吳弘功
吴弘功（？—？），字毅铭，号鹤泽，湖广荆州府江陵縣人。

## 生平
万历三十一年（1603年）癸卯科湖广乡试举人，天啓五年（1625年）乙丑科進士，初授浙江东阳县知县，调繁江都县，崇祯三年调如皋县。